# توده جنگلی

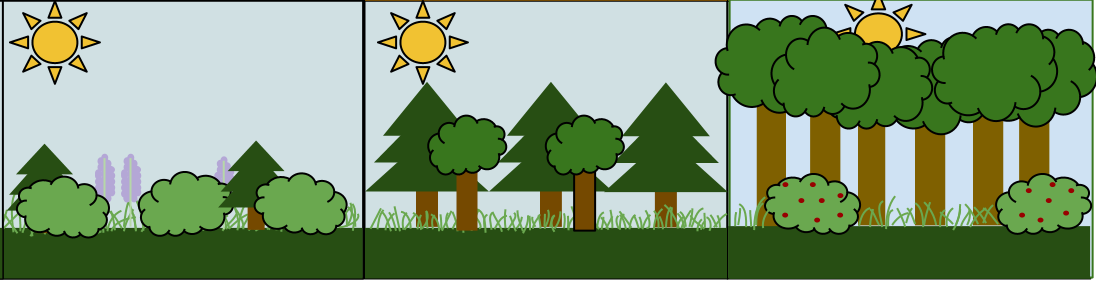
سه توده جنگلی

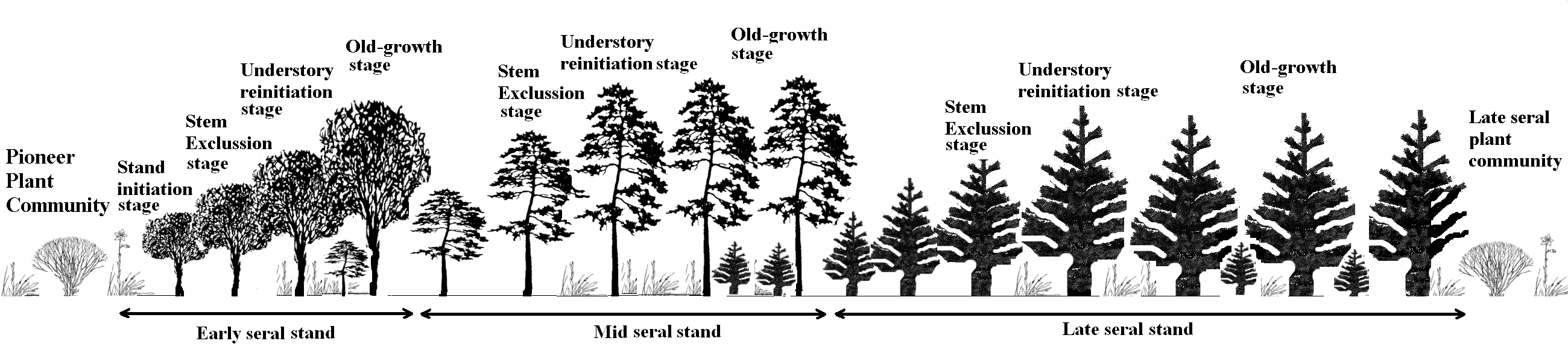
مراحل دینامیک توده در طول جانشینی.

توده جنگلی (به انگلیسی: Forest stand)، مجموعه‌ای از درختان است که به اندازه کافی یکنواخت از نظر ترکیب، ساختار، سن، اندازه، طبقه، پراکندگی، آرایش فضایی، کیفیت مکان، شرایط یا مکان یکنواخت است تا آن را از جوامع مجاور متمایز کند.
یک جنگل «مجموعه‌ای از توده‌ها» است که از شیوه‌های جنگل‌داری نیز استفاده می‌کند. مدل‌سازی سطح توده نوعی مدل‌سازی در دانش جنگل‌داری است که واحد اصلی آن توده جنگلی است.